# Kolatağ
Kolatağ (orm. Քոլատակ, Kolatak) – wieś w rejonie Kəlbəcər w Azerbejdżanie, do 2023 w rejonie Martakert nieuznawanego Górskiego Karabachu. W 2005 roku liczyła 249 mieszkańców.
We wsi znajduje się kościół św. Jakuba z 635 roku i świątynia albańska z 614 roku.
W 2015 roku burmistrzem został Armen Harutiunian.